# 奧萊斯諾縣

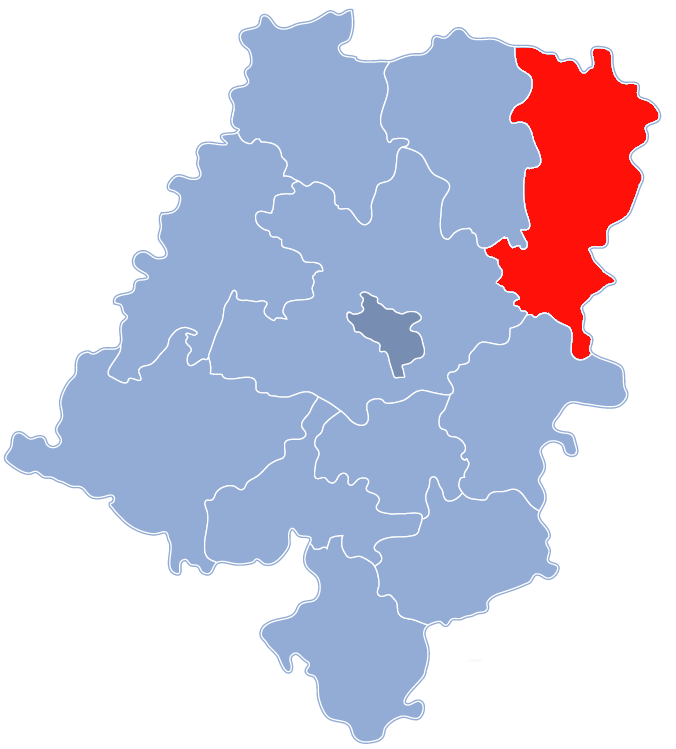

50°52′30″N 18°25′0″E / 50.87500°N 18.41667°E
奧萊斯諾縣（波蘭語：Powiat oleski），是波蘭的縣份，位於該國南部，由奧波萊省負責管轄，首府設於奧萊斯諾，面積974平方公里，2006年人口68,269，人口密度每平方公里70人。